# Galeopsis reteporelliformis
Galeopsis reteporelliformis är en mossdjursart som först beskrevs av Moyano 1983.  Galeopsis reteporelliformis ingår i släktet Galeopsis och familjen Celleporidae. Inga underarter finns listade i Catalogue of Life.